# 波托米阶末期灭绝事件
波托米阶末期滅絕事件（英語：End-Botomian mass extinction）是發生於寒武纪早期寒武紀第四期（距今約5.14至5.09億年前）末期的滅絕事件。在波托米阶末期，發生了一場生物集群灭绝事件，造成了高比例的生物滅絕，其所留下的化石紀錄也被人們所發現。古虫动物门在这之后消失了，古杯动物门在这之后多样性大幅降低。躲过埃迪卡拉纪末期灭绝事件的產生小殼動物群的生物們也幾乎在這時滅絕了，例如托莫特壳类的多样性大幅降低。。

## 外部連結
- Palaeos: Botomian